# Angelo Piccioli (sovrintendente)
Angelo Piccioli (1886 – 1945) è stato un insegnante e scrittore italiano, nel 1922 è stato sovrintendente all'istruzione in Tripolitania.
Convinto sostenitore della coscienza coloniale, fu protagonista di un'attività editoriale che cercava di diffondere l'idea di una missione di civiltà, con rifiuto del colonialismo imperialista e valorizzazione delle culture locali, puntando su scuole, ospedali, strade, turismo, ecc.

## Opere
- La porta magica del Sahara. Itinerario Tripoli Gadames, Tripoli
- Tripolitania Scuola d'Energia : Antologia di pagine d'Azione", Roma, 1932
- La nuova Italia d'oltremare. L'opera del Fascismo nelle Colonie italiane, Milano, 1933
- La pace di Ouchy, Roma, 1935.